# Abel Seyler

Abel Seyler

Abel Seyler (Liestal, 23 augustus 1730 - Rellingen, 25 april 1800) was een Zwitsers/Hamburgs koopman en later acteur, theaterdirecteur en toneelregisseur.

## Levensloop
Seyler werd bekend door diverse zaken. Zo richtte hij de Seylersche Schauspiel-Gesellschaft op. Tijdens de Zevenjarige Oorlog handelde Seyler samen met Johann Tillemann met gebruik van zogeheten Heckmünzen, die ze in de nabij Hamburg gelegen Münze zu Rethwisch-munterij lieten vervaardigen. Door deze malversaties ging de handelsonderneming van Seyler en Tillemann na afloop van de oorlog ten onder.
Met zijn theatergezelschap speelde Seyler later in het gehele Duitstalige gebied. Zijn theateractiviteiten leidde tot de oprichting van het theater Hamburgische Entreprise en hij was nauw betrokken bij het Nationaltheater Mannheim, waar hij van 1779 tot 1781 directeur van was. Zijn inzet droeg ertoe bij dat de werken van William Shakespeare in Duitsland meer bekendheid kregen.
Seyler trouwde in 1772 met actrice Sophie Friederike Hensel, die in 1789 overleed. Zijn zwager uit zijn eerste huwelijk was Johann Gerhard Reinhard Andreae. Zijn zoon was de Hamburgse koopman en bankier Ludwig Erdwin Seyler, die grootaandeelhouder was van de Berenberg Bank. Zijn dochter Sophie Marie Katharina Seyler (1762–1833) trouwde in 1781 met Johann Anton Leisewitz.